# 18-та бригада армійської авіації (РФ)
18-та гвардійська бригада армійської авіації (18 браа, в/ч 42838) — тактичне з'єднання Армійської авіації Російської Федерації. Бригада дислокується на аеродромі Хабаровськ-Центральний. Входить до складу 11-ї армії ВПС та ППО.

## Історія
Попередником 18-ї бригади АА є 265-та авіаційна база в/ч 35471, менш ніж за рік після свого формування перетворена на 573-ю авіаційну базу армійської авіації (2 розряду) (в/ч 42838), у складі 3-го командування ВПС та ППО (підстава — Директива Генерального штабу РФ 665/110326). 265 АвБ була сформована 1 грудня 2010 року. Місце дислокації формування — аеродром спільного базування Хабаровськ-Центральний.
Раніше на формування 265 АвБ був спрямований 257-й окремий змішаний авіаційний полк в/ч 35471 на різнорідній техніці (Ан-12, Ан-24, Ан-26, Ту-134, Ту-154), що дислокується на аеродромі Хабаровськ-Центральний та 825-й окремий транспортно-бойовий гелікоптерний полк в/ч 54902, розформований на аеродромі Гаровка у 2009 році.
Спочатку 573-я авіабаза армійської авіації мала на озброєнні Мі-8МТ та Мі-26. У 2013 році Мі-8МТ замінено на Мі-8АМТШ. У 2014 році до складу авіабази передано ескадрилью ударних вертольотів Ка-52.
Наприкінці 2017 року 573 авіабазу армійської авіації переформовано в 18-ту бригаду армійської авіації.
Указом Президента Російської Федерації від 25 серпня 2023 18-й бригаді армійської авіації було присвоєно найменування «гвардійська».

## Командири
- з 01.12.2010 — полковник Зайцев, Ігор Борисович;
- з 31.08.2013 — полковник Нерусин, Іван Іванович;
- з 09.04.2015 — полковник Земляков, Дмитро Іванович.[1]
- з 2021 — полковник Ігламов, Альберт Ільдусович